# Crab

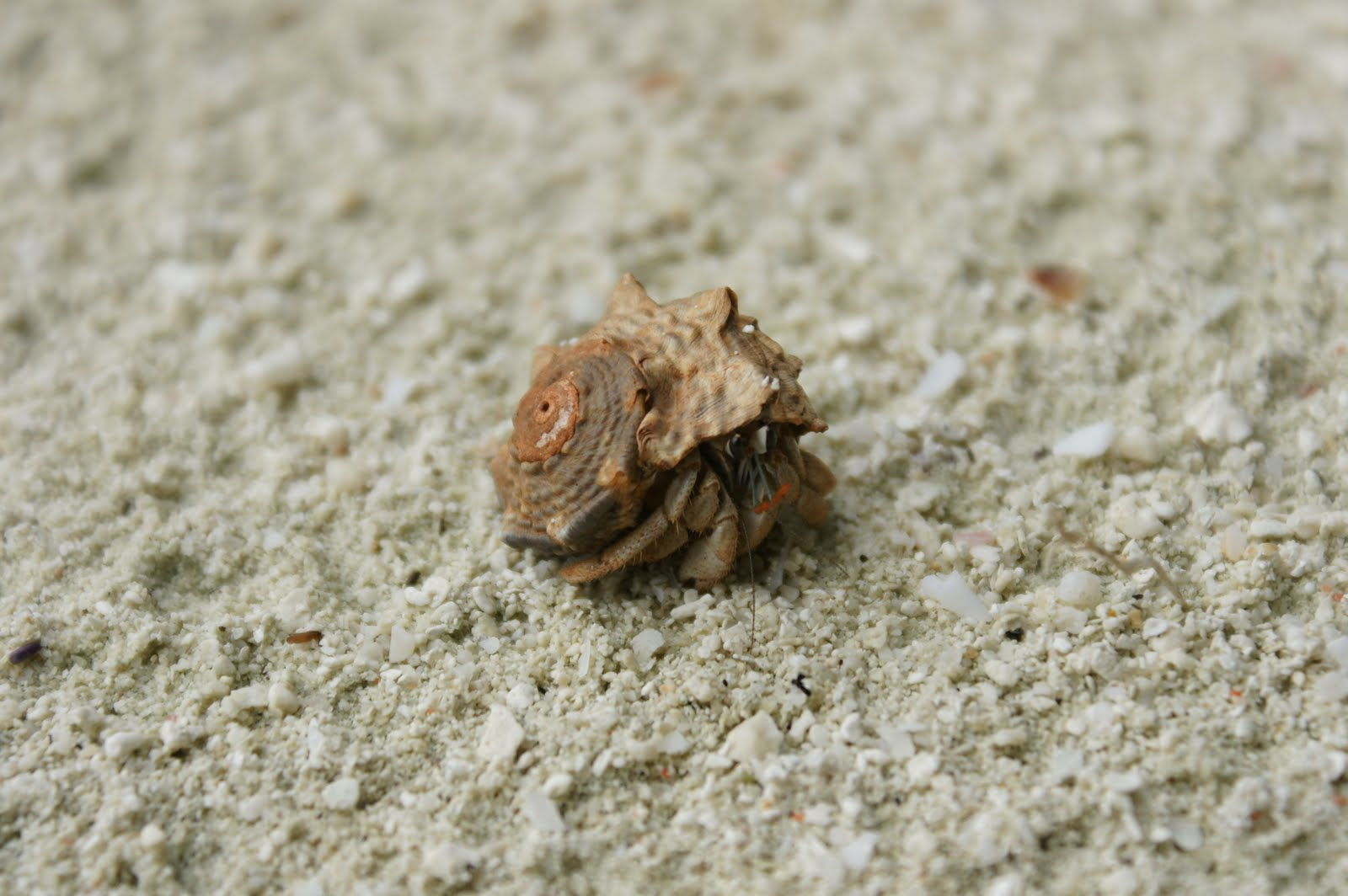
Crab călugăr

Crabul (Brachyura) este denumirea dată mai multor specii de crustacee superioare din ordinul decapodelor.

## Caracteristici
Capul este mic, dotat cu antenule și antene, cu ochi pedunculați. Cefalotoracele este mare, turtit, de formă dreptunghiulară, triunghiulară sau ovală, acoperit cu un scut chitinos de 2-20 cm lățime și până la 60 cm la crabul-japonez (Macrocheira kaempferi). Abdomenul este îngust, scurt și îndoit sub torace. Crabii se hrănesc, de obicei, cu nevertebrate. 

## Înmulțirea și viața
Înmulțirea are loc prin ouă, iar dezvoltarea prin metamorfoză. Se cunosc cam 6780 specii . 
Un crab poate trăi până la 3 ani. Mediul de viață al crabilor variază de la mare (crabul-de-țărm întâlnit în Marea Neagră) la apă dulce (familia Potamonidae) și chiar pe uscat. Unele specii sunt comestibile.

## Specii
Numărul speciilor existente și dispărute sunt date în paranteze. Suprafamilia Eocarcinoidea, conținând Eocarcinus și Platykotta, acum parte din Anomura, deținea cele mai vechi specii de crabi.
- Section Dromiacea
  - Dakoticancroidea (6†)
  - Dromioidea (147, 85†)
  - Glaessneropsoidea (45†)
  - Homolodromioidea (24, 107†)
  - Homoloidea (73, 49†)
- Section Raninoida (46, 196†)
- Section Cyclodorippoida (99, 27†)
- Section Eubrachyura
  - Subsection Heterotremata
  - Aethroidea (37, 44†)
  - Bellioidea (7)
  - Bythograeoidea (14)
  - Calappoidea (101, 71†)
  - Cancroidea (57, 81†)
  - Carpilioidea (4, 104†)
  - Cheiragonoidea (3, 13†)
  - Corystoidea (10, 5†)
  - Componocancroidea (1†)
  - Dairoidea (4, 8†)
  - Dorippoidea (101, 73†)
  - Eriphioidea (67, 14†)
  - Gecarcinucoidea (349)
  - Goneplacoidea (182, 94†)
  - Hexapodoidea (21, 25†)
  - Leucosioidea (488, 113†)
  - Majoidea (980, 89†)
  - Orithyioidea (1)
  - Palicoidea (63, 6†)
  - Parthenopoidea (144, 36†)
  - Pilumnoidea (405, 47†)
  - Portunoidea (455, 200†)
  - Potamoidea (662, 8†)
  - Pseudothelphusoidea (276)
  - Pseudozioidea (22, 6†)
  - Retroplumoidea (10, 27†)
  - Trapezioidea (58, 10†)
  - Trichodactyloidea (50)
  - Xanthoidea (736, 134†)
  - Subsection Thoracotremata
  - Cryptochiroidea (46)
  - Grapsoidea (493, 28†)
  - Ocypodoidea (304, 14†)
  - Pinnotheroidea (304, 13†)